# Corias (Cangas de Narcea)
Corias (Courias en asturiano y oficialmente) es una parroquia del concejo de Cangas del Narcea, en el Principado de Asturias, España.

## Monasterio de San Juan
En esta localidad, en la margen derecha del río Narcea, está ubicado el Monasterio de San Juan Bautista de Corias (San Xuan Bautista de Courias en asturiano), también llamado El Escorial Asturiano. En el monasterio, rehabilitado, se ha instalado un Parador Nacional de Turismo, que abrió en 2013 y actualmente, en sus antiguas caballerizas, está instalada la Casa del Parque natural de las Fuentes del Narcea, Degaña e Ibias y su Centro de Interpretación.

## Lugares
- La Bubia  (La Gubia)
- Corias (Courias)
- Retuertas
- San Pedro de Corias (San Pedru de Courias)
- Santa Ana (Santana)
- Vallinas (Vaḷḷinas)